# Демково (Ярославский район)
Демково — деревня в Ивняковском сельском поселении Ярославского района Ярославской области России.

## География
Деревня расположена в 24 км от Ярославля в поле, окруженного лесом, на левом берегу реки Пажица.

## История
В 2006 году деревня вошла в состав Ивняковского сельского поселения образованного в результате слияния Ивняковского и Бекреневского сельсоветов.

## Население
| 2007 | 2010 |
| ---- | ---- |
| 3    | ↗7   |

### Историческая численность населения
По состоянию на 1859 год в деревне было 8 домов и проживало 63 человека.
По состоянию на 1989 год в деревне проживало 10 человек.

### Национальный и гендерный состав
Согласно результатам переписи 2002 года, в национальной структуре населения русские составляли 100 % из 4 чел., из них 2 мужчины, 2 женщины.
Согласно результатам переписи 2010 года население составляют 4 мужчины и 3 женщины.

## Инфраструктура
Основа экономики — личное подсобное хозяйство. По состоянию на 2021 год большинство домов используется жителями для постоянного проживания и проживания в летний период. Вода добывается жителями из личных колодцев. Имеется таксофон. Два раза в неделю приезжает автолавка.
Почтовое отделение №150509, расположенное в деревне Дорожаево, на март 2022 года обслуживает в деревне 22 дома.

## Транспорт
Демково расположена в 3,1 км от автодороги Р-132 «Золотое кольцо». До деревни идёт автодорога «Спасское — Пажа».